# Estação Los Jardines (Metrô de Caracas)
A Estação Los Jardines é uma das estações do Metrô de Caracas, situada no município de Libertador, entre a Estação El Valle e a Estação Coche. Administrada pela C. A. Metro de Caracas, faz parte da Linha 3.
Foi inaugurada em 10 de janeiro de 2010. Localiza-se no cruzamento da Avenida Intercomunal del Valle com a Rua 8. Atende a paróquia de El Valle.